# 27-idrossicolesterolo 7alfa-monoossigenasi
La 27-idrossicolesterolo 7alfa-monoossigenasi è un enzima appartenente alla classe delle ossidoreduttasi, che catalizza la seguente reazione:
27-idrossicolesterolo + NADPH + H+ + O2 ⇄ 7α,27-diidrossicolesterolo + NADP+ + H2O
L'enzima è una proteina eme-tiolata (P-450). L'enzima che deriva dal fegato dei mammiferi differisce dalla colesterolo 7alfa-monoossigenasi (numero EC 1.14.13.17) per il fatto di non avere attività con il colesterolo.